# Barra de Navidad
Barra de Navidad o Puerto de Navidad és una localitat mexicana situada a l'estat de Jalisco. Va ser una drassana espanyola situada en l'actual municipi de Cihuatlán en l'època de la conquesta i de les primeres exploracions espanyoles cap a la Mar del Sud. Del Puerto de Navidad o van partir moltes expedicions espanyoles cap al Pacífic nord i rumb a les Filipines. En l'actualitat la població és més modern; existeixen bars i clubs nocturns que conviuen amb llegats històrics i cases antigues del temps de la colònia. La població es dedica principalment al turisme. Com en totes la comunitats costaneres, la pesca forma part integral de la supervivència dels seus habitants. A la regió es pot obtenir calamar, cloïssa, polp, llagosta, gambeta, peix daurat, peix vela i altres peixos. Enfront del poblat es troba el complex turístic d'Isla Navidad.
De Barra de Navidad va partir la flota expedicionària al comandament de l'espanyol Don Miguel López de Legazpi i de Fra Andrés de Urdaneta cap al llunyà orient a la recerca de les illes de Ponent que havien estat descobertes per Fernando de Magallanes. Per recordar aquestes expedicions, el carrer principal del poble porta el nom de Miguel López de Legazpi.
Del mateix port va salpar l'expedició naval del capità Juan Rodríguez Cabrillo en el seu viatge d'exploració cap al Pacífic nord, viatge en el qual va morir el capità i explorador Cabrillo com a resultat d'una trifulca que va tenir amb els indis californians. Aquest viatge va culminar amb el descobriment de les costes de l'actual estat de Califòrnia.